# History (album Thomasa Andersa)
History – trzynasty album niemieckiego piosenkarza Thomasa Andersa, wydany 27 maja 2016 roku. Album zawiera nowe aranżacje największych przebojów Modern Talking oraz dwa premierowe utwory: Take The Chance i Lunatic.

## Lista utworów
| Nr  | Tytuł utworu                                              | Długość |
| --- | --------------------------------------------------------- | ------- |
| 1.  | „You’re My Heart, You’re My Soul (New Hit Version)”       | 3:30    |
| 2.  | „You Can Win If You Want (New Hit Version)”               | 3:44    |
| 3.  | „Cheri, Cheri Lady (New Hit Version)”                     | 3:34    |
| 4.  | „Brother Louie (New Hit Version)”                         | 3:49    |
| 5.  | „Atlantis Is Calling (S.O.S. For Love) (New Hit Version)” | 3:55    |
| 6.  | „Geronimo’s Cadillac (New Hit Version)”                   | 3:38    |
| 7.  | „Jet Airliner (New Hit Version)”                          | 4:01    |
| 8.  | „In 100 Years (New Hit Version)”                          | 3:59    |
| 9.  | „You Are Not Alone (New Hit Version)”                     | 3:45    |
| 10. | „Sexy, Sexy Lover (New Hit Version)”                      | 3:42    |
| 11. | „China In Her Eyes (New Hit Version)”                     | 3:45    |
| 12. | „Win The Race (New Hit Version)”                          | 3:41    |
| 13. | „Juliet (New Hit Version)”                                | 3:39    |
| 14. | „Lunatic”                                                 | 3:21    |
| 15. | „Take The Chance”                                         | 3:40    |
|     |                                                           | 55:43   |

Na podstawie Discogs.